# Avenue de Stalingrad (Fontenay-sous-Bois)
Pour les articles homonymes, voir Avenue de Stalingrad.
L'avenue de Stalingrad est une voie de communication de Fontenay-sous-Bois,. Elle suit le tracé de la route départementale D 240.

## Situation et accès
Commençant à la limite de Montreuil matérialisée par la rue des Quatre-Ruelles, cette avenue traverse la route départementale 42 au carrefour des Parapluies. Elle se termine au carrefour des Rigollots.

## Origine du nom
Le nom de cette avenue commémore la bataille de Stalingrad remportée par l'Union Soviétique sur les armées allemandes du 19 septembre 1942 au 2 février 1943.

## Historique
Cette voie de communication s'appelait autrefois avenue de Montreuil, tandis que la rue de Stalingrad, dans son alignement, s'appelait rue de Fontenay.

## Bâtiments remarquables et lieux de mémoire

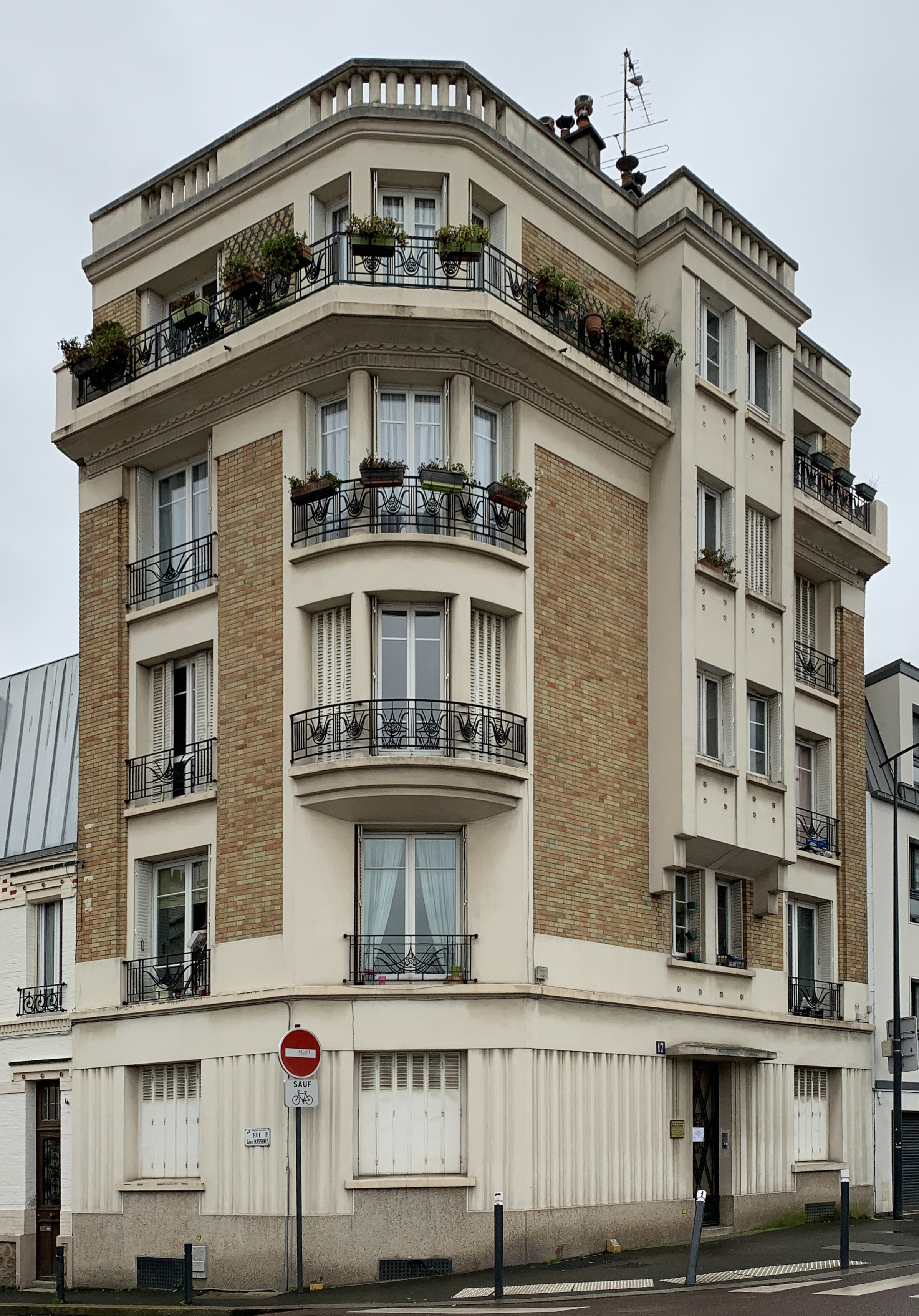
Immeuble au 17 de l'avenue.
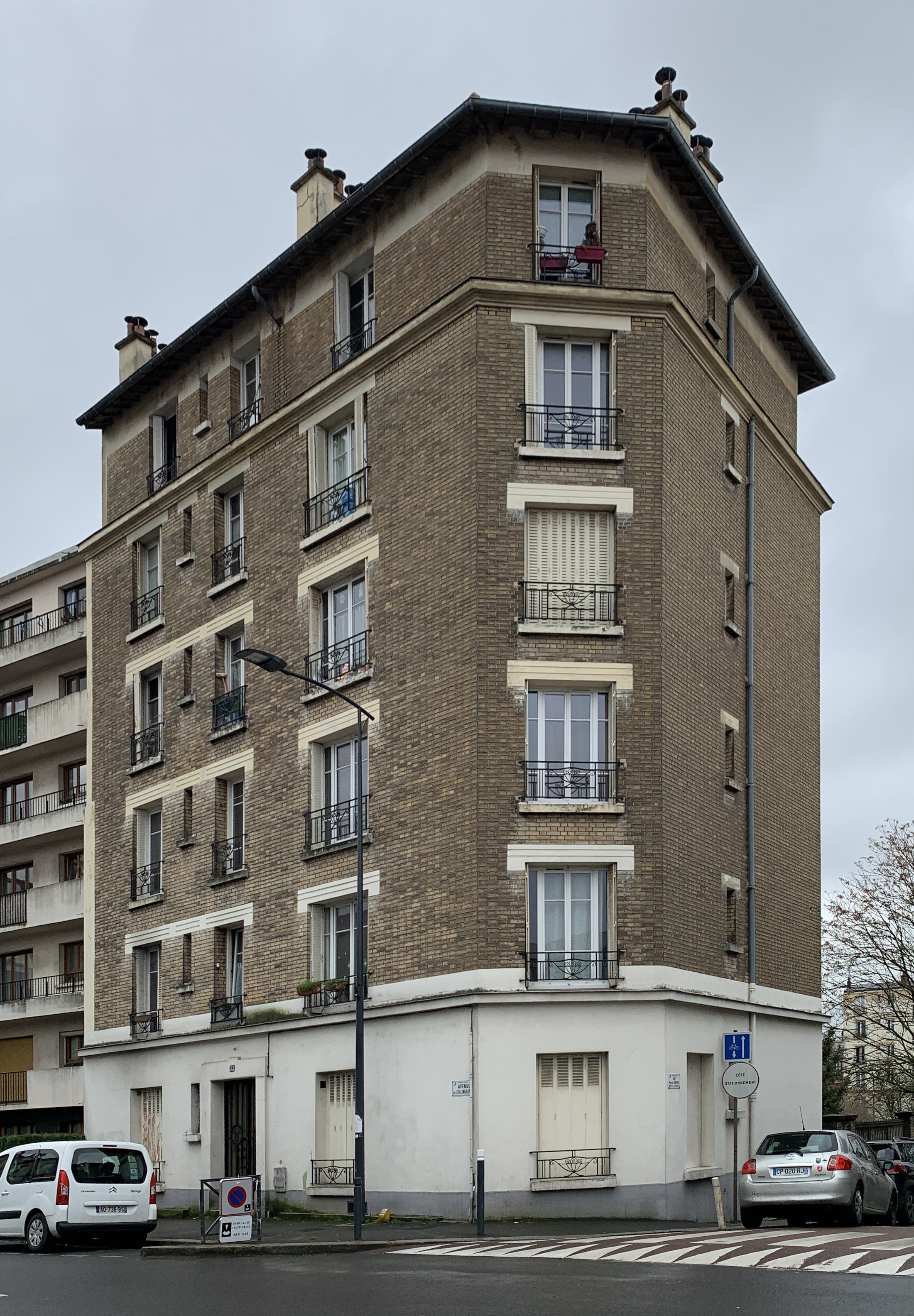
Immeuble au 33 de l'avenue.
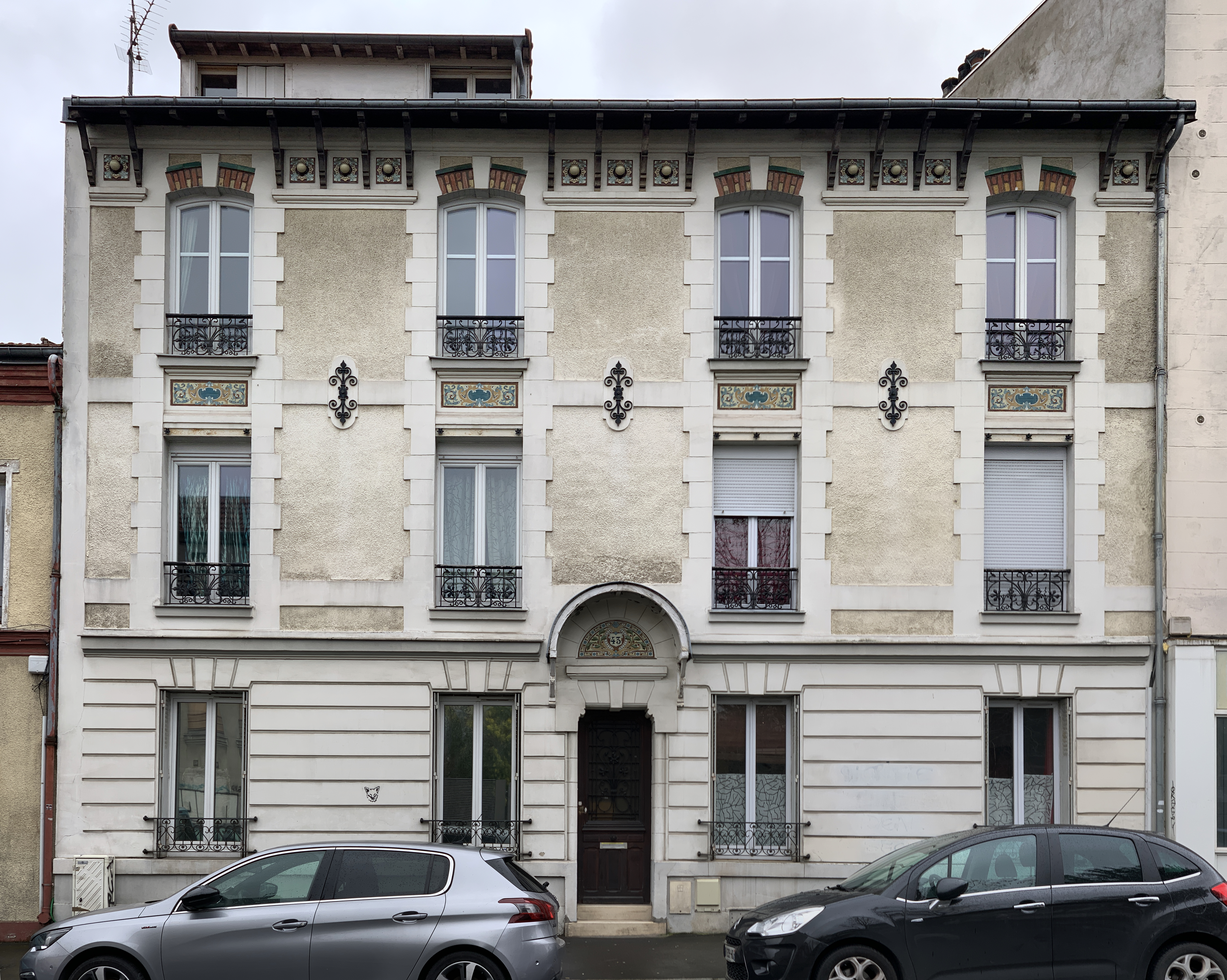
Maison au 43 de l'avenue.
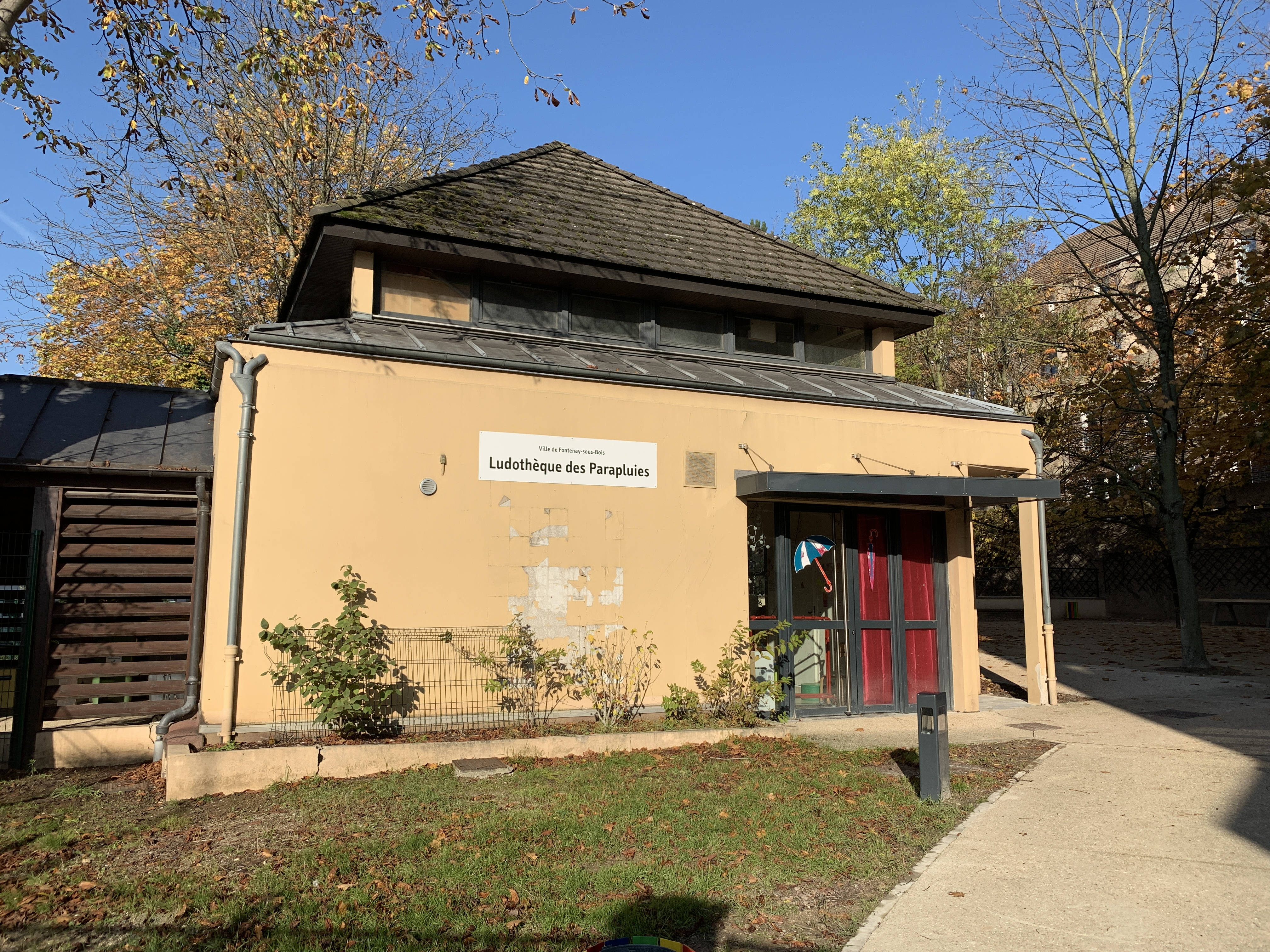
Ludothèque des Parapluies.
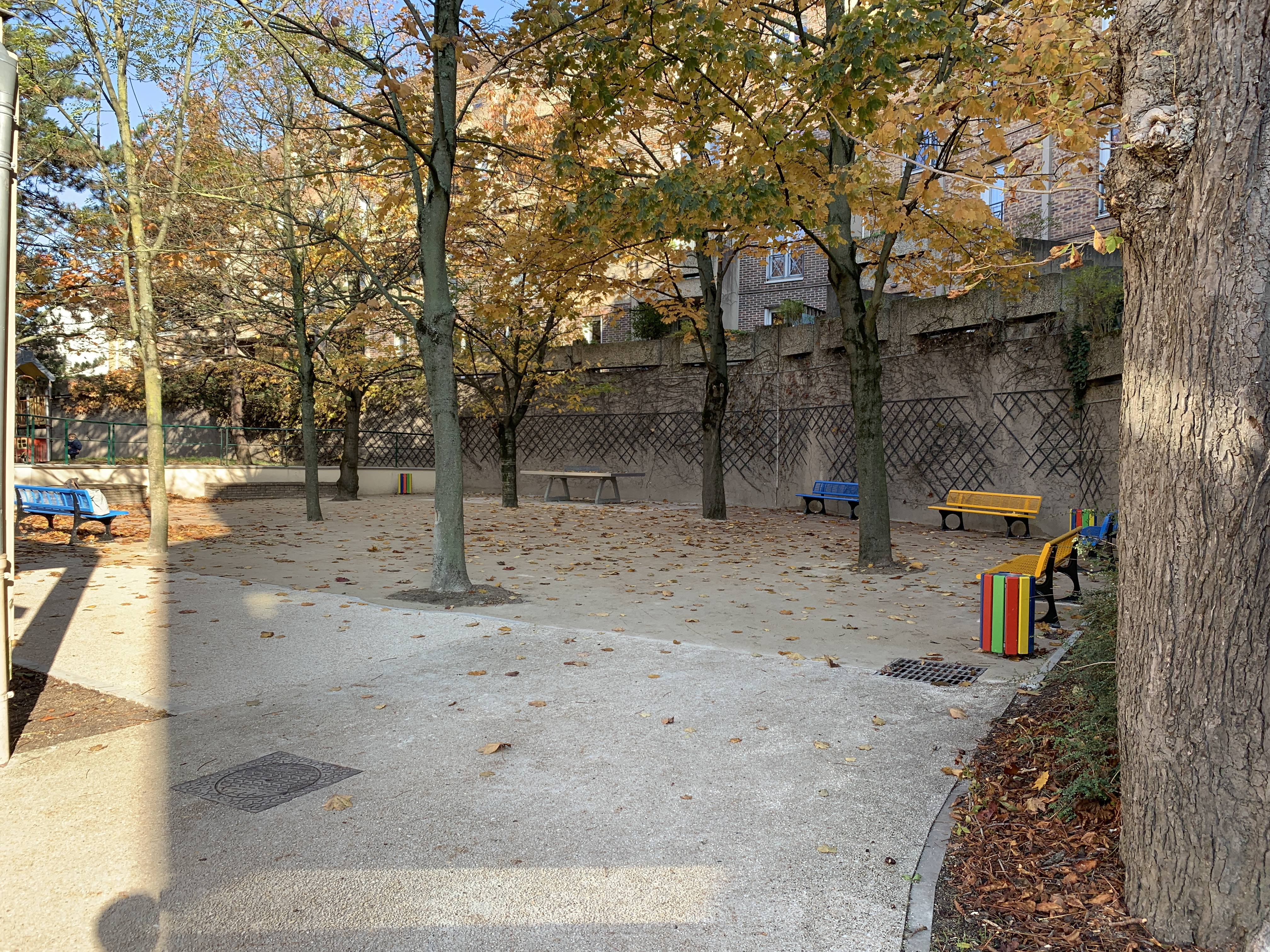
Square des Parapluies.

- Square des Parapluies.